# Смолянская, Аида Зосимовна
Аида Зосимовна Смолянская (урождённая Слоним; 7 ноября 1920, Сенно Витебской области — 14 апреля 2006, Москва) — советский микробиолог. доктор медицинских наук (1971), профессор.

## Биография
Родилась в семье советского хозяйственного деятеля и участника Гражданской войны Зосима Захаровича (Зеликовича) Слонима (1879—1941), одного из руководителей московского отделения ОЗЕТа, директора предприятия «Технохимжирработник». Брат отца — Самуил Захарович Слоним (1888—1937, расстрелян), заместитель директора Белорусского государственного университета (1926—1928), заместитель наркома просвещения БССР (1928—1930), директор научно-исследовательского Института промышленности при СНК БССР (1930—1936).
В 1944 окончила 1-й Московский мед.институт имени И. М. Сеченова.

В 1949-62 — младший научный сотрудник, старший научный сотрудник и зав. микробиологической лаборатории в Московском городском научно-исследовательском туберкулезном ин-те.

В 1962 — организовала и возглавила бактериологическую группу в Институте экспериментальной и клинической онкологии АМН СССР (в настоящее время РОНЦ им. Н. Н. Блохина РАМН), где проработала в течение 40 лет.

Автор 156 научных работ, в том числе 3 монографии.
Брат — доктор технических наук, профессор Александр Зосимович Слоним (1923—1986), учёный в области прокатного оборудования. Двоюродный брат — инженер-конструктор Лев Самуилович Слоним (1914—1994), лауреат Сталинской премии (1950).